# Lijst van ruimtevluchten naar kometen, planetoïden en/of dwergplaneten
Onderstaande lijst geeft een overzicht van ruimtesondes die een ruimtevlucht hebben gemaakt naar planetoïden, dwergplaneten en/of kometen. 
Ruimtevluchten die volkomen mislukt zijn bijvoorbeeld doordat er geen communicatie mogelijk was na de lancering, zijn niet vermeld.

## Veel aandacht voor deze kleine objecten
Planetoïden (Engels: asteroids) zijn kleine, meestal onregelmatig gevormde rotsachtige hemellichamen. De meeste bevinden zich tussen Mars en Jupiter. De Apollo-planetoïden zijn planetoïden die de aardbaan kruisen.
Dwergplaneten zijn hemellichamen die in grootte tussen planetoïde en planeet in staan. De meeste bevinden zich, denken we, in een wolk, de Kuipergordel buiten de baan van Neptunus.
Kometen zijn staartsterren: ze bestaan uit water, stof en organische koolstofverbindingen. Als ze dicht bij de Zon komen, ontstaat er een soort geiser het heelal in; van Aarde af ziet men dan een coma, een plasmastaart en een stofstaart; de staarten wijzen altijd van de zon af. Kometen vinden we scharrelend tussen de planeten (Periodieke kometen). Sommige komen echter in een parabolische baan van grote afstand. Mogelijk bevinden zich op grote afstand tot de zon veel slapende kometen in de hypothetische Oortwolk. Ook de Kuipergordel bevat vermoedelijk slapende kometen. Kometen die tussen de planeten blijven, gaan vroeg of laat te gronde. Skylab zag ze de zon invliegen; recent brak er een komeet in stukken die vervolgens op Jupiter insloegen.
Getuige het aantal ruimtevluchten naar deze hemellichamen, hebben geleerden er veel aandacht voor.
Dat zal te maken hebben met de volgende hypothesen:
- Deze objecten zijn niet veranderd sinds het ontstaan van het zonnestelsel.
- Hoewel de grote planeten, vooral Jupiter, de kometen en planetoïden het zonnestelsel uit slingeren, bestaat er een minimale kans dat er een planetoïde of komeet op aarde inslaat. Men denkt dat dit soort inslagen in het verleden een nieuwe evolutiefase inluidde. Zo zou het uitsterven van de dinosauriërs en de opkomst van de zoogdieren het gevolg zijn van een planetoïde die ongeveer 65 miljoen jaar geleden op Yucatán insloeg.
- Mogelijk hebben kometen op deze wijze water op Aarde gebracht.
- Mogelijk hebben kometen bouwstenen voor het leven op Aarde afgezet.
- Kometen werden ooit beschouwd als boodschappers van de goden en hebben de cultuur nogal beïnvloed.

In de eerste kolom staat een cijfer en twee letters. 

De hoofdletter geeft aan:
P= Planetoïde; D= Dwergplaneet; K= Komeet.

Het cijfer telt de bezochte hemellichamen afzonderlijk; met dien verstande dat een tweede vlucht naar dezelfde bestemming hetzelfde nummer heeft. Dus alle vluchten naar Halley hebben K2; gescheiden door een letter K02a, t/m K02f; K07a en K07b zijn twee vluchten naar Temple.
| Nummer en soort | Missie                          | Land / Organisatie | Lanceerdatum      | Aankomst          | Hemellichaam                        | Resultaten / bijzonderheden                   | Afbeelding |
| --------------- | ------------------------------- | ------------------ | ----------------- | ----------------- | ----------------------------------- | --------------------------------------------- | ---------- |
| K 01            | International Cometary Explorer | NASA               | 12 augustus 1978  | 11 september 1985 | 21P/Giacobini-Zinner                | scheervlucht door plasmastaart; geen foto's   |            |
| K 02a           | Vega 1                          | USSR               | 15 december 1984  | 6 maart 1986      | 1P/Halley                           | scheervlucht op 8890 km                       |            |
| K 02b           | Suisei                          | ISAS (Japan)       | 18 augustus 1985  | 8 maart 1986      | 1P/Halley                           | scheervlucht 151000 km                        |            |
| K 02c           | Vega 2                          | USSR               | 21 december 1984  | 9 maart 1986      | 1P/Halley                           | scheervlucht op 80300 km                      |            |
| K 02d           | Sakigake                        | ISAS (Japan)       | 7 januari 1985    | 11 maart 1986     | 1P/Halley                           | onderzoek op 6,9 miljoen km                   |            |
| K 02e           | Giotto                          | ESA                | 2 juli 1985       | 14 maart 1986     | 1P/Halley                           | scheervlucht op 596 km                        |            |
| K 02f           | International Cometary Explorer | NASA               | 12 augustus 1978  | 26 maart 1986     | 1P/Halley                           | onderzoek op afstand van 32 miljoen km        |            |
| P 01            | Galileo                         | NASA               | 18 oktober 1989   | 29 oktober 1991   | 951 Gaspra                          | scheervlucht op 2400 km                       |            |
| K 03            | Giotto                          | ESA                | 2 juli 1985       | 10 juli 1992      | 26P/Grigg-Skjellerup                | scheervlucht op 200 km                        |            |
| P 02            | Galileo                         | NASA               | 18 oktober 1989   | 28 augustus 1993  | 243 Ida, met satelliet Dactyl       | scheervlucht op 2400 km                       |            |
| K 04            | Galileo                         | NASA               | 18 oktober 1989   | 20 juli 1994      | Komeet Shoemaker-Levy 9             | observatie van de inslag op Jupiter op 1,6 AE |            |
| P 03            | NEAR Shoemaker                  | NASA               | 17 februari 1996  | 27 juni 1997      | 253 Mathilde                        | scheervlucht op 1200 km                       |            |
| P 04            | NEAR Shoemaker                  | NASA               | 17 februari 1996  | 14 februari 2000  | 433 Eros                            | in baan; zachte landing op 12 februari 2001   |            |
| P 05            | Deep Space 1                    | NASA               | 24 oktober 1998   | 29 juli 1999      | 9969 Braille                        | scheervlucht; geen foto’s                     |            |
| P06             | Cassini-Huygens                 | NASA               | 15 oktober 1997   | 23 januari 2000   | 2685 Masursky                       | scheervlucht op afstand                       |            |
| K 05            | Deep Space 1                    | NASA               | 24 oktober 1998   | 22 september 2001 | 19P/Borrelly                        | scheervlucht op 3417 km                       |            |
| P 07            | Stardust                        | NASA               | 17 februari 1999  | 2 november 2002   | 5535 Annefrank                      | scheervlucht op 2079 km                       |            |
| K 06            | Stardust                        | NASA               | 17 februari 1999  | 2 januari 2004    | 81P/Wild                            | bodemmonster in 2006 teruggebracht naar Aarde |            |
| K 07a           | Deep Impact                     | NASA               | 12 januari 2005   | 4 juli 2005       | 9P/Tempel                           | inslag veroorzaakt op oppervlak               |            |
| P 08            | Hayabusa                        | ISAS (Japan)       | 9 mei 2003        | 26 november 2005  | 25143 Itokawa                       | bracht in 2010 grondmonsters naar Aarde       |            |
| P 09            | Rosetta                         | ESA                | 2 maart 2004      | 5 september 2008  | 2867 Šteins                         | scheervlucht op 800 km                        |            |
| P 10            | Rosetta                         | ESA                | 2 maart 2004      | 10 juni 2010      | 21 Lutetia                          | scheervlucht                                  |            |
| K 08            | Deep Impact= EPOXI              | NASA               | 12 januari 2007   | 4 november 2010   | 103P/Hartley2                       | scheervlucht                                  |            |
| K 07b           | Stardust-NEXT                   | NASA               | 17 februari 1999  | 15 februari 2011  | 9P/Tempel                           | landing, bodemmonster meegenomen              |            |
| P 11            | Dawn                            | NASA               | 27 september 2007 | 14 juli 2011      | Vesta                               | parkeerbaan om Vesta                          |            |
| K 09            | Rosetta                         | ESA                | 2 maart 2004      | 6 augustus 2014   | 67P/Churyumov-Gerasimenko           | lander Philae en parkeerbaan moederschip      |            |
| D 01            | Dawn                            | NASA               | 27 september 2007 | februari 2015     | Ceres                               | lad parkeerbaan                               |            |
| D 02            | New Horizons                    | NASA               | 19 januari 2006   | 14 juli 2015      | Pluto en Charon (maan) scheervlucht |                                               |            |
| P 12            | OSIRIS-REx                      | NASA               | 8 september 2016  | 20 oktober 2020   | (101955) Bennu                      | landing                                       |            |